# Paula Freitas
Paula Freitas là một đô thị thuộc bang Paraná, Brasil. Đô thị này có diện tích 420,331 km², dân số năm 2007 là 45691 người, mật độ 108 người/km².